# Алея вікових лип (Жидачівський район)
Але́я вікови́х лип — ботанічна пам'ятка природи місцевого значення в Україні. Розташована в межах Жидачівського району Львівської області, у східній частині села Пчани.
Площа 0,5 га. Статус надано 1984 року. Перебуває у віданні Вільховецької сільської ради.
Статус надано з метою збереження однорядної алеї вікових лип, що зростають вздовж автошляху М 12.

## Галерея

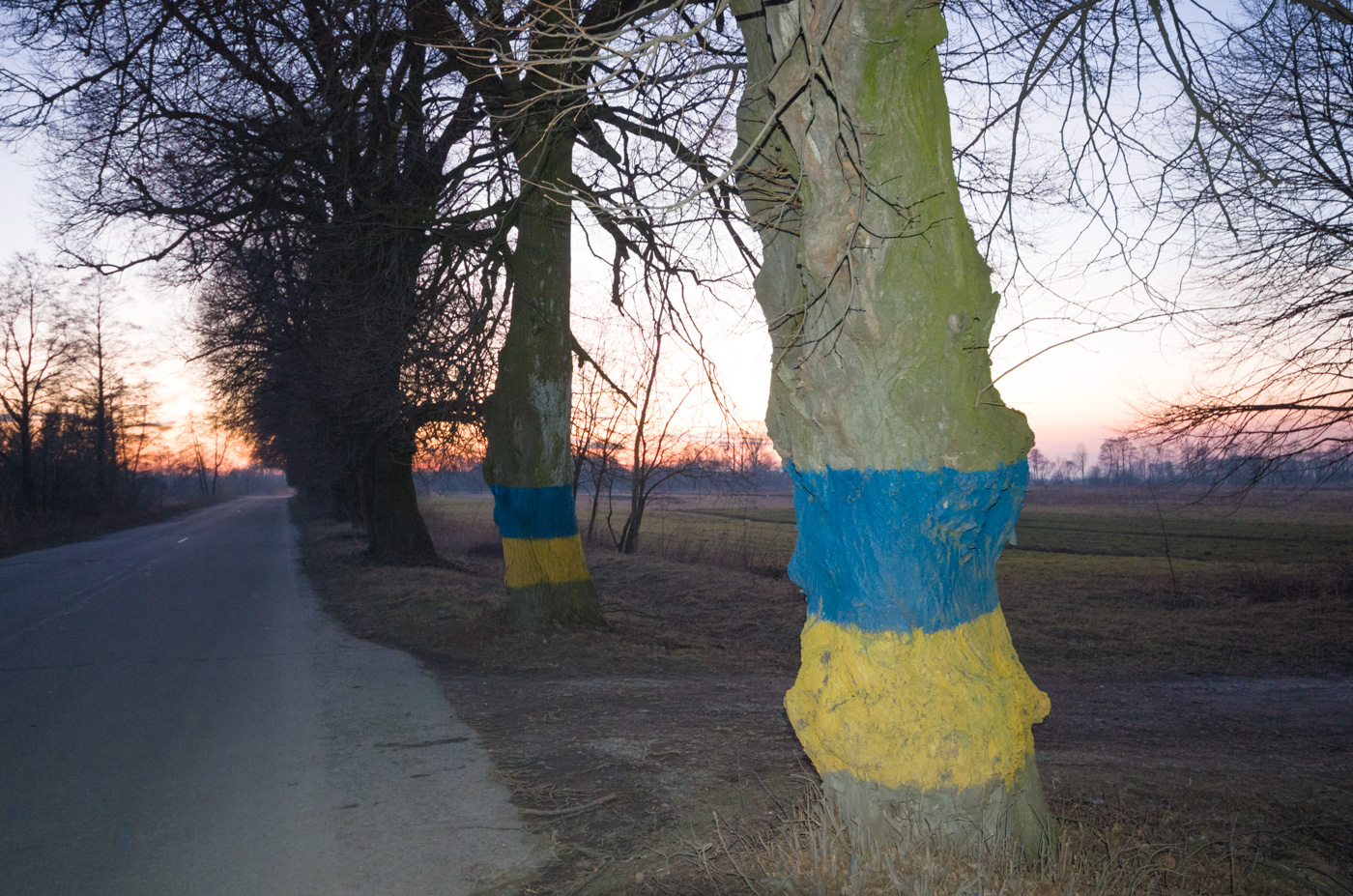
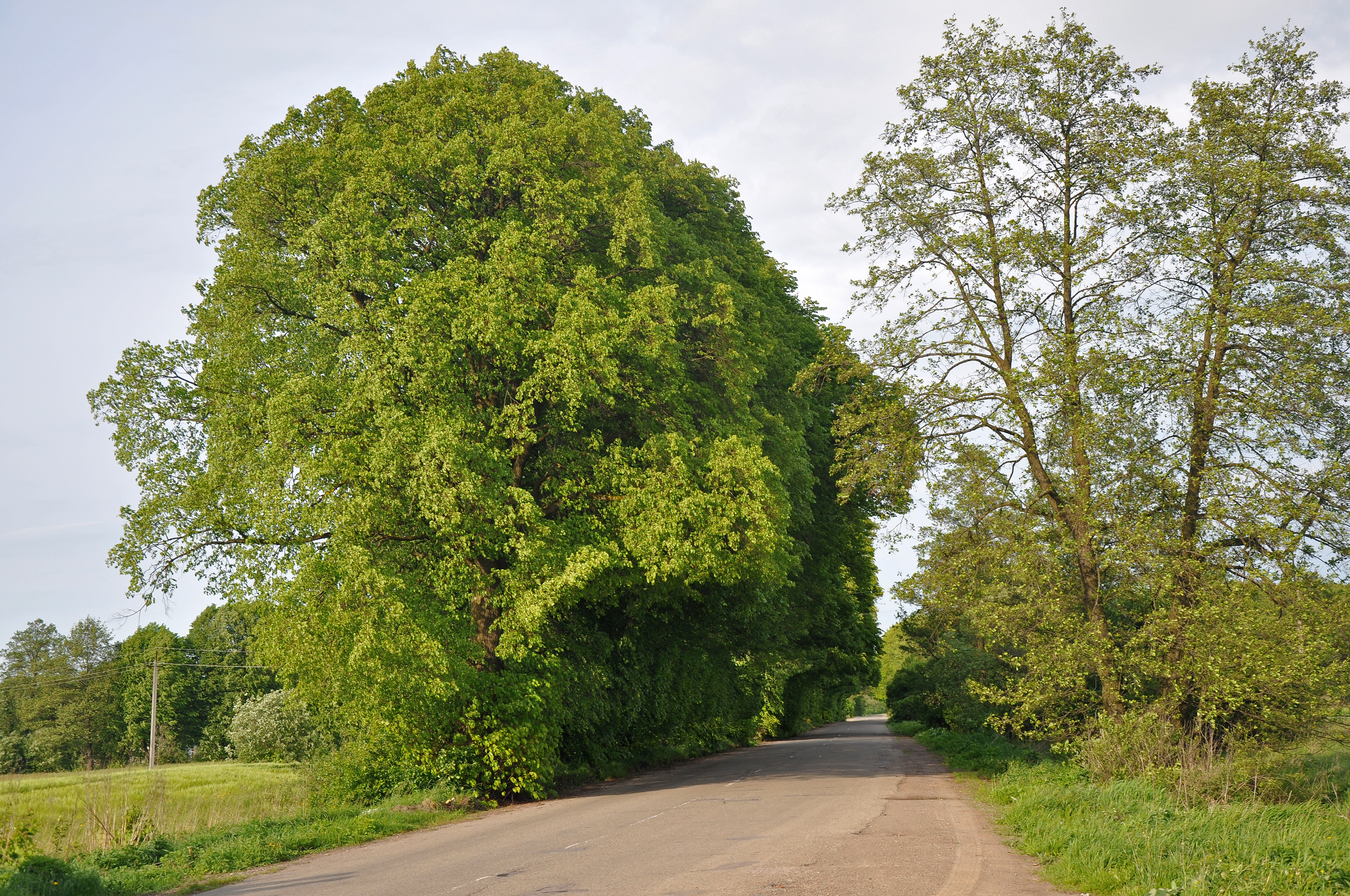
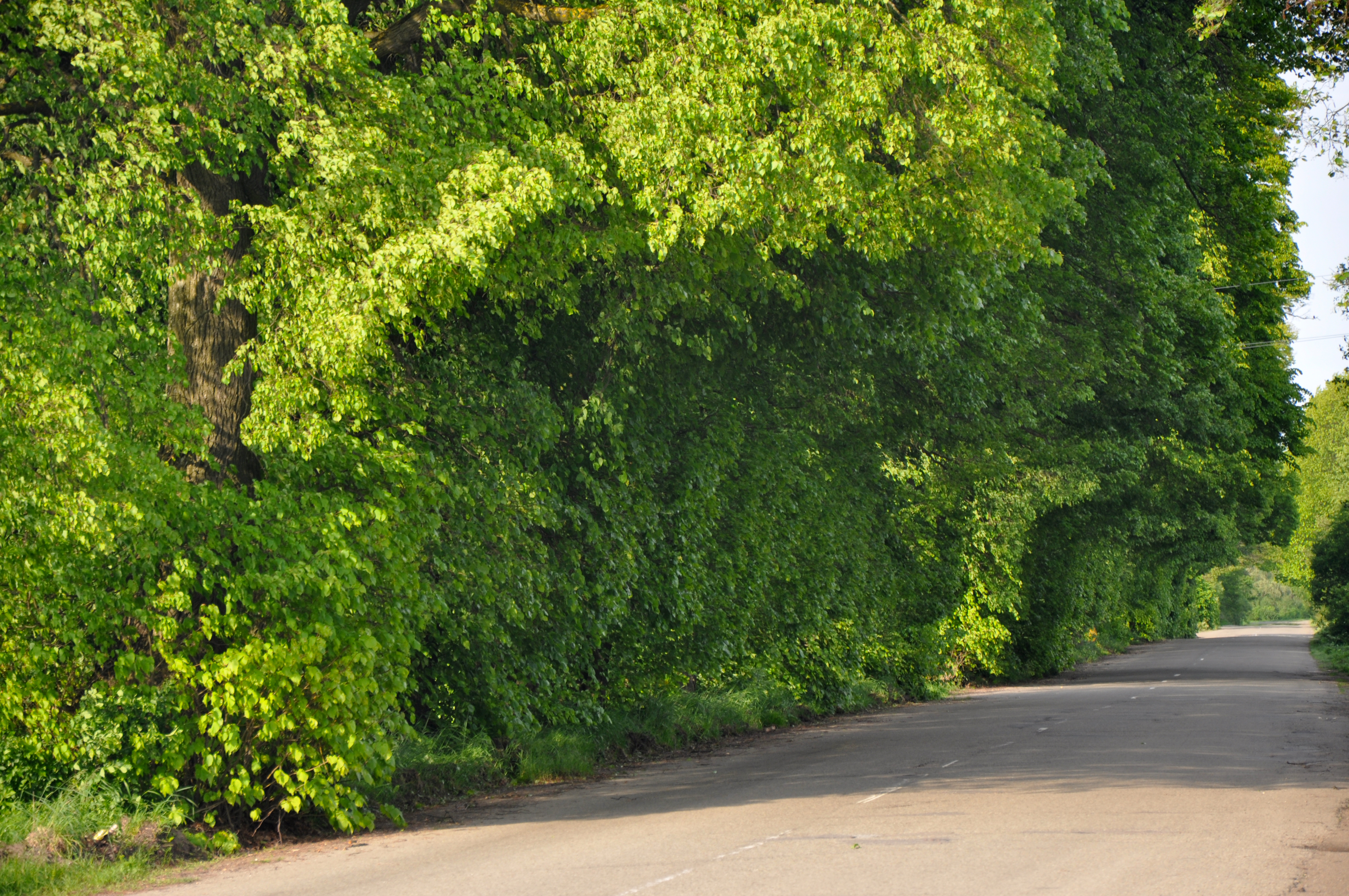
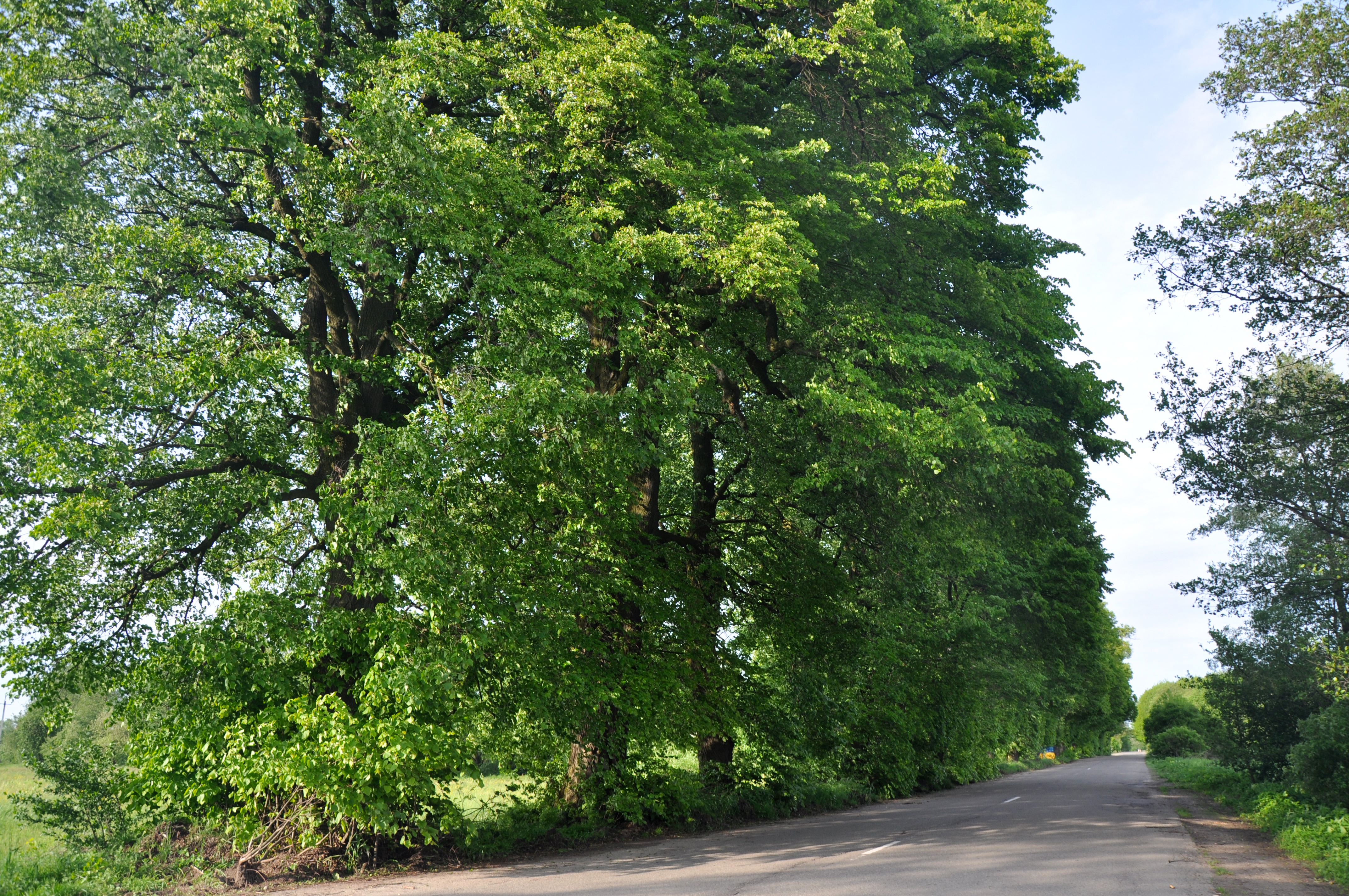